# Beertsenhoven
Beertsenhoven (Limburgs: Baetsehaove) is een buurtschap ten zuidwesten van Wijlre in de gemeente Gulpen-Wittem in de Nederlandse provincie Limburg. De buurtschap ligt tussen de Geul en het natuurgebied Dolsberg aan de gelijknamige weg van Stokhem naar Gulpen en bestaat uit vijf boerderijen en huizen. De naam 'Beertsenhoven' is afgeleid van de hoeve van ene Berthso.
Een van de boerderijen is gebouwd in vakwerkstijl en heeft een met dakpannen beklede zijgevel. Midden in de buurtschap staat een smeedijzeren wegkruis van voor 1870.
In de directe omgeving zijn verschillende holle wegen en waterbronnen. Een van die holle wegen is de Maastrichterweg en ligt in de Beertsengrub die vanaf het Plateau van Margraten komende bij Beertsenhoven eindigt. Op het plateau bovenaan de Beertsengrub stond vroeger Het Gericht, de galg van Wijlre. Op de Dolsberg ten zuidwesten van de buurtschap staat een hellingbos met onder andere orchideeën.

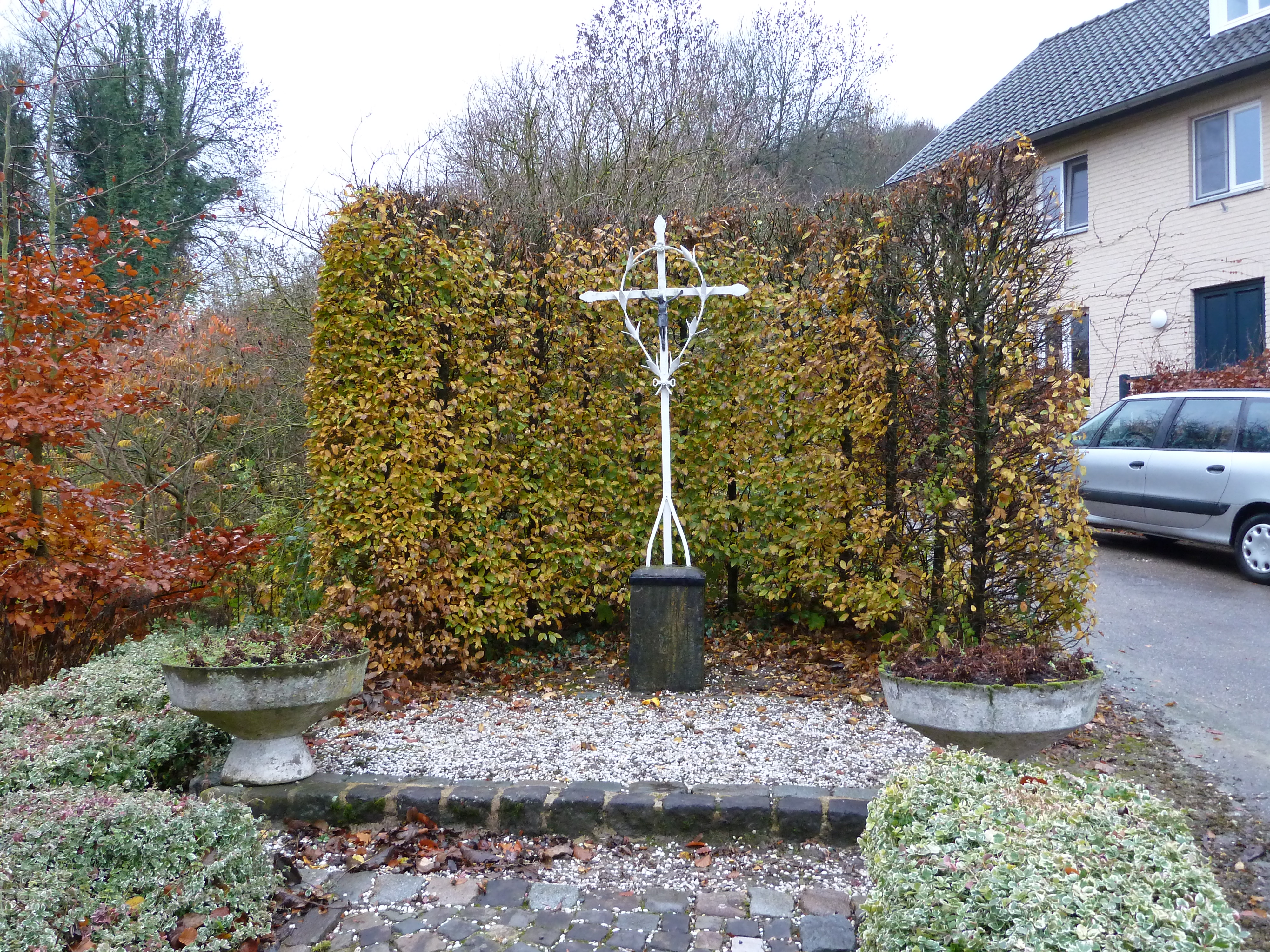
Wegkruis
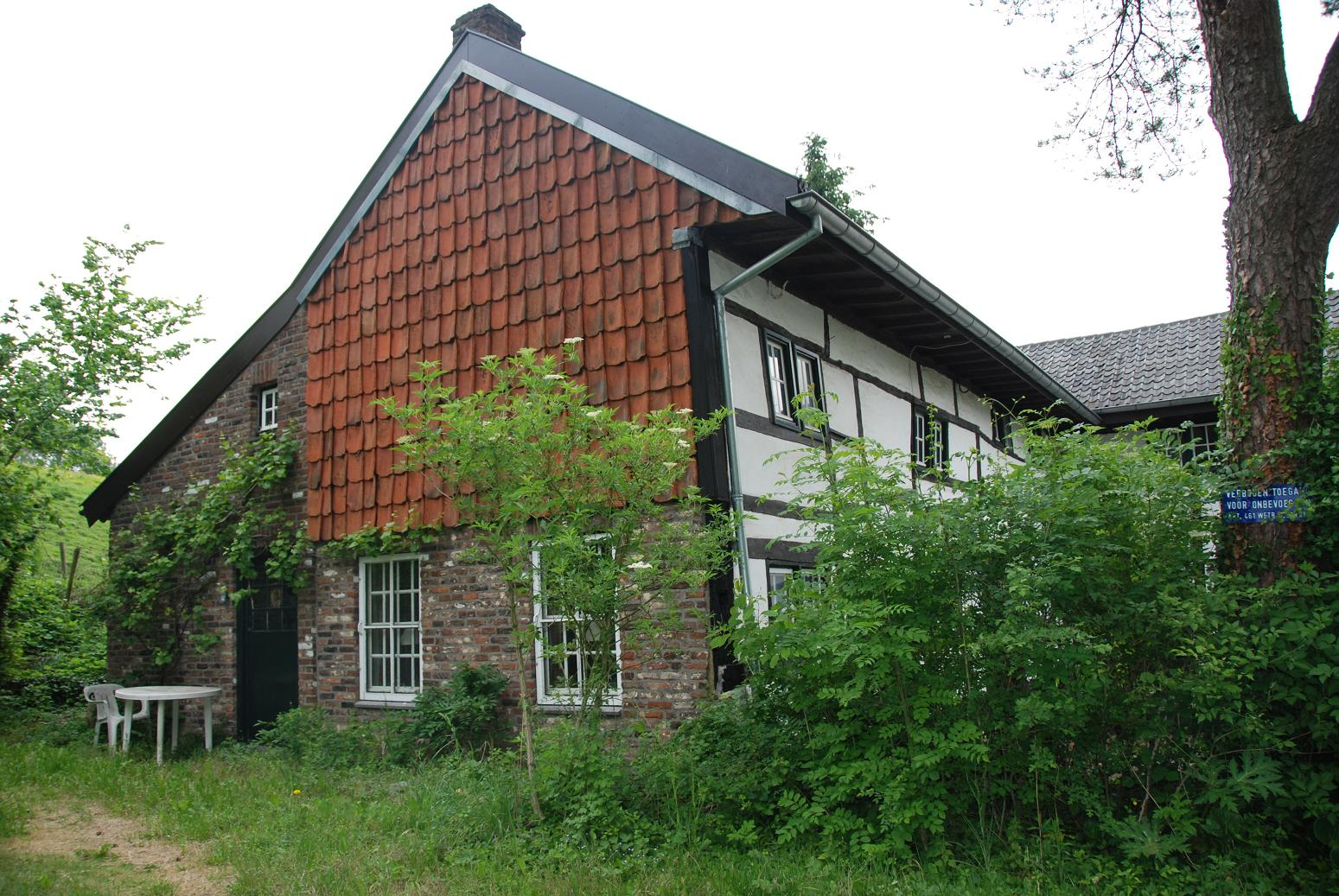
Vakwerkboerderij
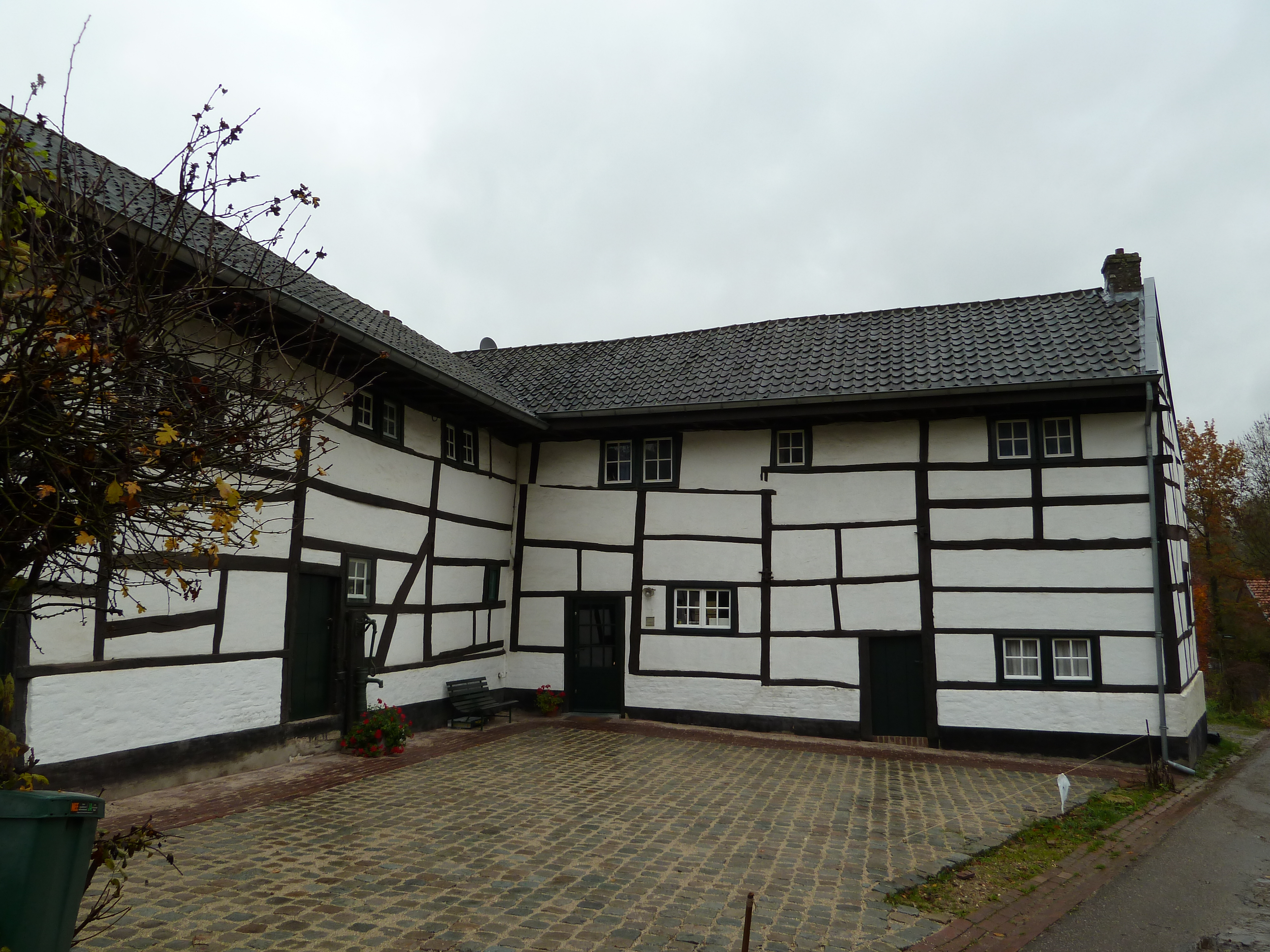
vanuit ander perspectief
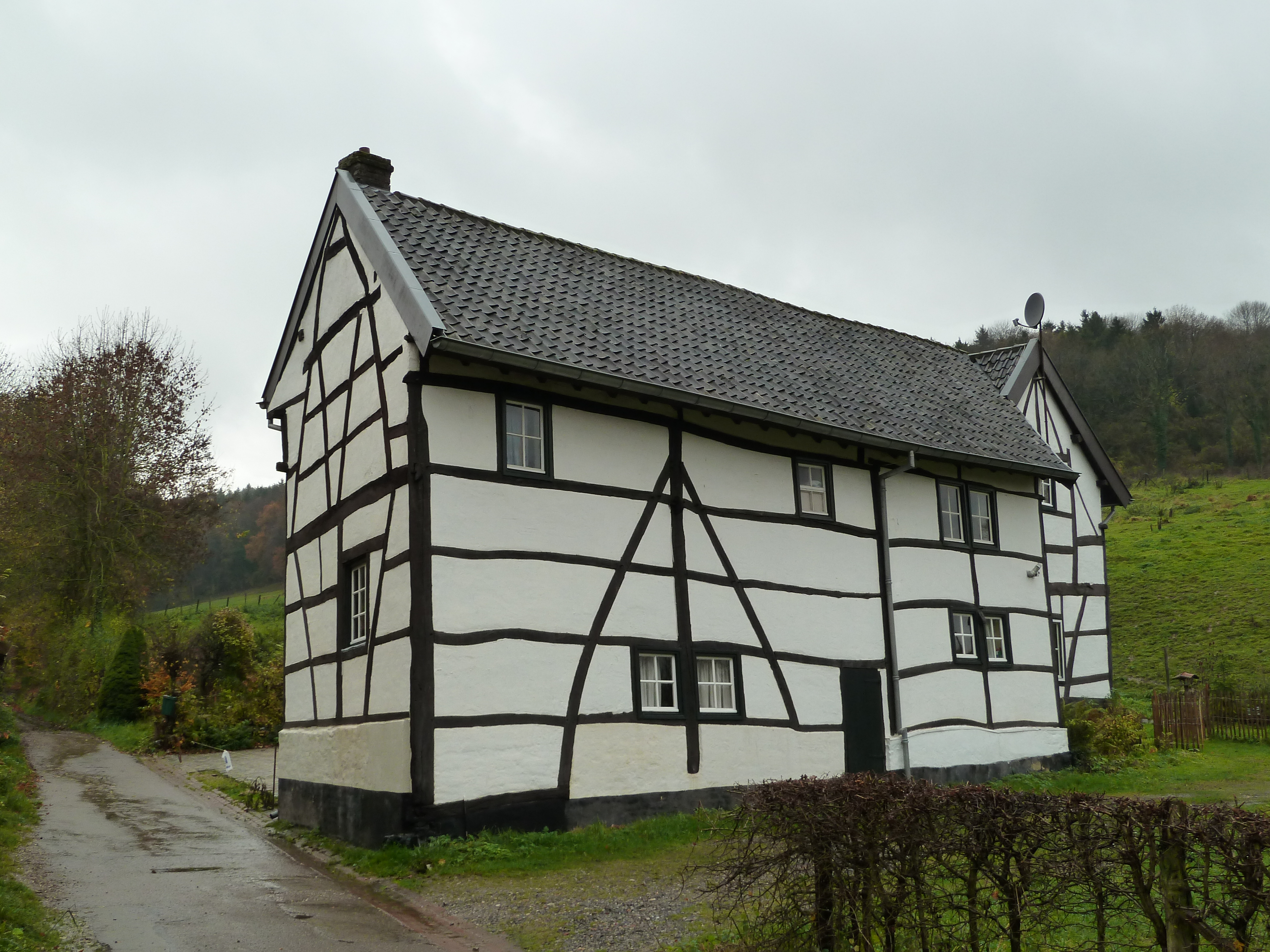
idem

Dorpen: Epen · Eys · Gulpen · Mechelen · Nijswiller · Partij-Wittem · Reijmerstok · Slenaken · Wahlwiller · Wijlre

Gehuchten en buurtschappen: Beertsenhoven · Berghem · Berghof · Beutenaken · Billinghuizen · Bissen · Bommerig · Broek · Cartils · Crapoel · Dal · Diependal · Elkenrade · Elzet · Eperheide · Etenaken · Euverem · Eyserhalte · Eyserheide · Gracht Burggraaf · Heijenrath · Helle · Hilleshagen · Höfke · Hoogcruts · Hurpesch · De Hut · Ingber · Kapolder · Kleeberg · Klein-Kullen · Klein-Kuttingen · Kosberg · Kuttingen · Landsrade · Overeys · Overgeul · Partij · Pesaken · De Piepert · Plaat · Schilberg · Schweiberg · Sinselbeek · Stokhem · Terpoorten · Terziet · Trintelen · Waterop · Wittem

Limburg: Steden en dorpen      Nederland: Provincies · Gemeenten